# 約翰·麥克唐奈
約翰·麥克唐奈（英語：John McDonnell，1951年9月8日—）是一位英格蘭政治人物，他的黨籍是工黨。

## 生平
自1997年開始，他擔任海斯和哈靈頓選區選出的英國下議院議員。他是工黨內民主社會主義的重要支持者之一。